# Blepephaeus nicobaricus
Blepephaeus nicobaricus är en skalbaggsart som beskrevs av Stefan von Breuning 1935. Blepephaeus nicobaricus ingår i släktet Blepephaeus och familjen långhorningar. Inga underarter finns listade.